# Nipponoserica shanghaiensis
Nipponoserica shanghaiensis är en skalbaggsart som beskrevs av Ahrens 2004. Nipponoserica shanghaiensis ingår i släktet Nipponoserica och familjen Melolonthidae. Inga underarter finns listade i Catalogue of Life.